# テカポ湖
テカポ湖（テカポこ、英語: Lake Tekapo）は、ニュージーランドの南島にある湖。

## 地理
マッケンジー盆地の北端に位置しプカキ湖とオハウ湖と平行する湖。マッケンジー盆地に位置する3つの湖の中で最大面積の湖である。面積は83平方キロメートルあり、海抜700メートルに位置している。湖水は氷河が削った岩石の粉が溶け込んでいるために青緑色をしている。
テカポ湖は、北方の南アルプス山脈に水源を持つゴッドレー川によって水が供給されている。
湖周辺は人気の高い観光保養地であり、湖の南に位置する町（正式名称はテカポ湖村、人口は300人程度）には数軒のリゾートホテルや飲食店がある。長距離バスの停留所が設置され休憩地にもなっているため、外国人観光客も立ち寄る機会が多い。
町の北側ジョン山にマウントジョン天文台が設置されている。

## 水力発電
テカポ湖のもともとの流出河川は、南端のテカポ川である。1938年に発電所の建設工事が始まり、当初は1943年に終えられる予定だった。しかし、戦争のために、建設工事は1942年に停止された。同時に、下流のワイタキダムへの流出量を調節するために、制御ゲートが建設された。工事は、1944年に再開され、テカポAとして知られる発電所とともに、1951年に竣工した。
湖からの水は、発電所へ向かう町の地下の1.4キロメートルの水路を通って迂回させられたが、もともとは川に戻されていた。1970年代のアッパー･ワイタキ水力発電計画による開発で、水は、現在はプカキ湖畔のテカポBに通じる26キロメートルの運河へと流されている。
テカポA には、1986年のタービンの故障の後、もとのものより効率的に設計され高出力（42,000馬力）な新しいカプラン水車が設置された。今日、この発電所は、25.2メガワットの能力の発電機から、年平均160ギガワットを生み出している。この発電所の有効落差は、30.5メートルである。

## 善き羊飼いの教会
テカポ湖畔には、善き羊飼いの教会が所在しており、この教会は、1935年にマッケンジー地方で2番目に建てられた教会である。なお、この地方の最初の教会は、バークス・パスの峠に1872年に建てられたセント･パトリック教会であり、それは、聖公会、長老派そしてカトリックの開拓者による協力で建てられた教会だった。善き羊飼いの教会は、地元の芸術家エスター・ホープによる下絵に基づき、クライストチャーチの建築家R.S.D.ハーマンによって設計された。この教会は、ニュージーランドで最も写真に撮られているものの一つと推測され、驚くほど美しい湖と山々の眺めを枠に収める祭壇の窓が特色になっている。
|  |  |